# Кингс-Лэндинг

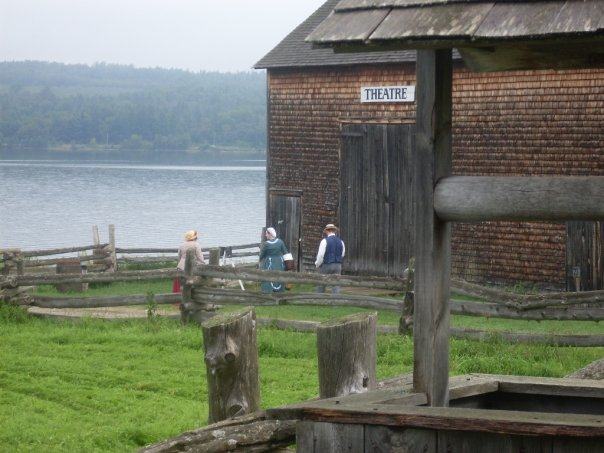
Трое сотрудников Kings Landing одеты в наряды 19-го века

Kings Landing — музей под открытым небом в канадской провинции Нью-Брансуик (невдалеке от г. Фредериктон), где были собраны оригинальные здания периода 1820-1920 годов. Здания изначально находились в других местах, но были разобраны и перемещены в музей с тем, чтобы сохранить их от разрушения при сооружении плотины Мактакуак (Mactaquac). 
Хотя исторически на месте Кингс-Лендинг деревни не существовало, в 18 веке в Нью-Брансуике поселилось множество англо-американскихлоялистов из Тринадцати колоний; среди ранних поселенцев также были шотландские, ирландские и английские иммигранты. Музей находится примерно в 40 км к западу от Фредериктона, Нью-Брансуик, в округе Лоуэр-Принс-Уильям.
Музей начали создавать в конце 1960-х годов и продолжают развивать до настоящего времени. Новые здания добавляются каждые несколько лет. 

## Интерактивное шоу
Сотрудники музея, одетые в старинные костюмы, находятся в каждом доме, и занимаются привычным для изображаемой эпохи ремеслом. Они ведут разговоры с посетителями так, как если бы дело происходило в 19 веке, и они ничего не знали бы о последующих событиях. 

## Сооружения и экспонаты

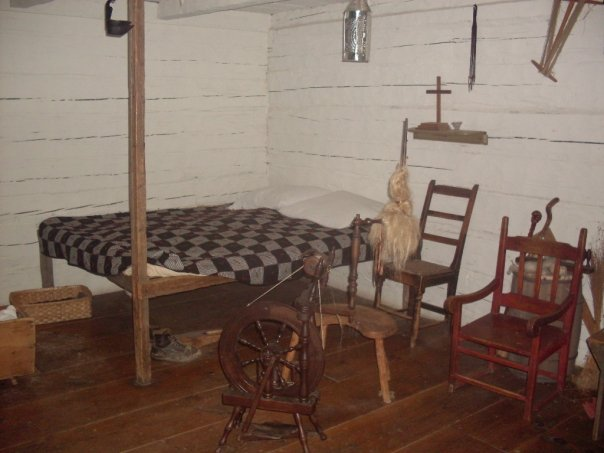
Интерьер Killeen Cabin.

Более десятка домов, большинство из которых являются оригинальными зданиями, собраны на месте. В домах сотрудники приветствуют посетителей, занимаются повседневными делами, готовят традиционные блюда и создают традиционные поделки, все в костюмах, соответствующих периоду их района.
Во многих магазинах и мастерских владельцы приглашают детей стать их подмастерьями: показывают, что придётся делать, какова будет оплата и условия работы, и т. д. В загонах находятся живые животные (коровы, козы и т. д.)
Список мест в Кингс Лендинг

- Центр приёма посетителей (касса, магазин, модель парка)
- Детский игровой парк
- Выставка «Эра экипажа» и павильон
- Летняя сцена
- Галерея и Мастерская CB Ross Factory
- Галерея Хагерман
- Галерея Гордона
- Галерея «Ферма Джослина»
- Галерея плотника Николсона
- Галерея Джонса
- Лесопилка
- Gristmill
- Ресторан & Паб King’s Head Inn
- Дом обработки льна
- Кузнец
- Стойло для коров
- Длинный дом
- Церковь Святого Марка (англиканская)
- Столярная мастерская Гормана
- Дом Юстиса
- Дом рыбака
- Дом Дональдсона
- Дом Ингрэхэма
- Ферма Морхаус
- Магазин Гранта
- Дом Перли
- Приходская школа
- Магазин сувениров
- Хижина Килин
- Пресвитерианская Церковь Риверсайд
- Типография
- Кафе «Топор и Плуг»

## Специальные мероприятия
Каждые несколько выходных проводятся специальные мероприятия. Обычно они представляют собой реконструкцию определенных событий в истории Нью-Брансуика и часто бывают приурочены к определённой дате или времени года. Например, около 1 июля актёры изображают дебаты по поводу Конфедерации, в которых участвуют Чарльз Фишер и Уильям Нидхэм. Посетители получают представление о противоречиях при формировании Канады как государства. Как и в большинстве мероприятий музея, посетителям предлагается активно участвовать, задавать вопросы, голосовать. 

## Мастер-классы
В Kings Landing проводятся мастер-классы, в ходе которых посетители узнают о различных ремёслах и занятиях людей 19-го века, в том числе таких, как изготовление свечей, пчеловодство, деревообработка и некоторые другие.